# 黃腹鼬
黃腹鼬（學名：Mustela kathiah）屬於鼬科，是一種小型的食肉動物。牠們分佈於斯里蘭卡、華南及東南亞很多地區。

## 生活習性
黃腹鼬的研究資料不多，只知道牠們是日行性，喜歡茂密的森林。牠們以捕食嚙齒類動物為主，但也會襲擊雀鳥及其他小動物。牠們行動速度快速，繁殖數量多。

## 保护
本种于2023年被收录入《有重要生态、科学、社会价值的陆生野生动物名录》。

## 資料來源
1. ↑  Duckworth, J.W.; Timmins, R.J.; Roberton, S.; Choudhury, A. & Lau, M.W.N. . The IUCN Red List of Threatened Species. 2008  [21 March 2009]. Database entry includes a brief justification of why this species is of least concern
2. ↑  . 中华人民共和国中央人民政府. 2023-06-26  [2023-11-12]. （原始内容存档于2023-10-09）.

- Mustelid Specialist Group 1996，2007年7月30日檢視。
- 《香港陸上哺乳動物圖鑑》